# Élection sénatoriale partielle de 2018 dans l'Orne
Une élection sénatoriale partielle a lieu dans l'Orne le dimanche 1er juillet 2018. Elle a pour but d'élire l'un des deux sénateurs représentant le département au Sénat à la suite de l'annulation de l'élection de Sébastien Leroux par le Conseil constitutionnel le 13 avril 2018.

## Rappel des résultats des élections de 2017
| Candidats                | Candidats                | Parti                    | Nuance                   | Premier tour | Premier tour | Second tour | Second tour |
| Candidats                | Candidats                | Parti                    | Nuance                   | Voix         | %            | Voix        | %           |
| ------------------------ | ------------------------ | ------------------------ | ------------------------ | ------------ | ------------ | ----------- | ----------- |
|                          | Nathalie Goulet          | UDI                      | UDI                      | 602          | 58,20        |             |             |
|                          | Sébastien Leroux         | LR                       | LR                       | 487          | 47,33        | 567         | 59,43       |
|                          | Jean-Marie Vercruysse    | LREM                     | REM                      | 257          | 24,98        | 312         | 32,70       |
|                          | Philippe Senaux          | LR                       | DVD                      | 199          | 19,34        | 75          | 7,86        |
|                          | Lori Helloco             | PS                       | SOC                      | 167          | 16,23        | Retrait     | Retrait     |
|                          | François Tollot          | PCF                      | COM                      | 53           | 5,15         | Retrait     | Retrait     |
|                          | Eugène-Loïc Ermessent    | SE                       | DVD                      | 44           | 4,28         | Retrait     | Retrait     |
|                          | Raymond Herbreteau       | FN                       | FN                       | 25           | 2,43         | Retrait     | Retrait     |
|                          |                          |                          |                          |              |              |             |             |
| Suffrages exprimés       | Suffrages exprimés       | Suffrages exprimés       | Suffrages exprimés       | 1 029        | 98,37        | 954         | 91,20       |
| Votes blancs             | Votes blancs             | Votes blancs             | Votes blancs             | 10           | 0,96         | 68          | 6,50        |
| Votes nuls               | Votes nuls               | Votes nuls               | Votes nuls               | 7            | 0,67         | 24          | 2,29        |
| Total                    | Total                    | Total                    | Total                    | 1 046        | 100          | 1 046       | 100         |
| Abstention               | Abstention               | Abstention               | Abstention               | 0            | 0,00         | 0           | 0,00        |
| Inscrits / participation | Inscrits / participation | Inscrits / participation | Inscrits / participation | 1 046        | 100          | 1 046       | 100         |

## Présentation des candidats et des suppléants
Liste officielle des candidats et de leurs remplaçants,.
| T/S | Candidats | Candidats              | Parti | Principale fonction                                                       |
| --- | --------- | ---------------------- | ----- | ------------------------------------------------------------------------- |
| T   |           | François Tollot        | PCF   | Conseiller municipal d'Alençon                                            |
| S   |           | Francine Brière        | PCF   |                                                                           |
| T   |           | Gérard Lurçon          | DVG   | Maire de Saint-Germain-du-Corbéis                                         |
| S   |           | Brigitte Viarmé-Dufour | DVG   | Conseillère départementale                                                |
| T   |           | Jean-Marie Vercruysse  | LREM  | Maire d'Aube                                                              |
| S   |           | Hélène Obissier        | LREM  | Maire déléguée d'Origny-le-Butin                                          |
| T   |           | Alain Lambert          | UDI   | Vice-président du conseil départemental, ancien ministre, ancien sénateur |
| S   |           | Manuela Chevalier      | UDI   | Conseillère municipale de Bagnoles de l'Orne Normandie                    |
| T   |           | Bertrand Maréchaux     | DVD   | Ancien préfet                                                             |
| S   |           | Noëlle Poirier         | DVD   | Première adjointe au maire de La Ferté-Macé                               |
| T   |           | Vincent Segouin        | LR    | Conseiller départemental, maire de Bellême                                |
| S   |           | Marie-Françoise Frouel | DVD   | Vice-présidente du conseil départemental, maire de Montreuil-au-Houlme    |
| T   |           | Raymond Herbreteau     | RN    | Maire de Les Ventes-de-Bourse                                             |
| S   |           | Katia Frémont          | RN    |                                                                           |
| T   |           | Jean-François Penel    | DIV   |                                                                           |
| S   |           | Sylvie Domela          | DIV   |                                                                           |

## Résultats
| Candidats                | Candidats                | Parti                    | Nuance                   | Premier tour | Premier tour | Second tour | Second tour |
| Candidats                | Candidats                | Parti                    | Nuance                   | Voix         | %            | Voix        | %           |
| ------------------------ | ------------------------ | ------------------------ | ------------------------ | ------------ | ------------ | ----------- | ----------- |
|                          | Vincent Segouin          | LR                       | LR                       | 331          | 32,14        | 413         | 42,98       |
|                          | Alain Lambert            | UDI                      | UDI                      | 196          | 19,03        | 270         | 28,10       |
|                          | Jean-Marie Vercruysse    | LREM                     | REM                      | 186          | 18,06        | 259         | 26,95       |
|                          | Gérard Lurçon            | SE                       | DVG                      | 140          | 13,59        | Retrait     | Retrait     |
|                          | Bertrand Maréchaux       | SE                       | DVD                      | 122          | 12,00        | Retrait     | Retrait     |
|                          | Raymond Herbreteau       | RN                       | RN                       | 25           | 2,43         | 19          | 1,98        |
|                          | François Tollot          | PCF                      | COM                      | 24           | 2,33         | Retrait     | Retrait     |
|                          | Jean-François Penel      | SE                       | DVD                      | 6            | 0,58         | Retrait     | Retrait     |
|                          |                          |                          |                          |              |              |             |             |
| Suffrages exprimés       | Suffrages exprimés       | Suffrages exprimés       | Suffrages exprimés       | 1 030        | 98,66        | 961         | 92,58       |
| Votes blancs et nuls     | Votes blancs et nuls     | Votes blancs et nuls     | Votes blancs et nuls     | 14           | 1,34         | 77          | 7,42        |
| Total                    | Total                    | Total                    | Total                    | 1 044        | 100          | 1 038       | 100         |
| Abstention               | Abstention               | Abstention               | Abstention               | 12           | 1,14         | 18          | 1,70        |
| Inscrits / participation | Inscrits / participation | Inscrits / participation | Inscrits / participation | 1 056        | 98,86        | 1 056       | 98,30       |